# 畑正憲
畑 正憲（はた まさのり、1935年〈昭和10年〉4月17日 - 2023年〈令和5年〉4月5日）は、日本の小説家、エッセイスト、ナチュラリスト、動物研究家、プロ雀士。
愛称は「ムツゴロウさん」。日本エッセイスト・クラブ賞（1968年第16回）、菊池寛賞（1977年第25回）受賞、日本プロ麻雀連盟最高顧問であり初代十段位（畑が強すぎたため畑を位付けするために創設された）、最高位戦創案者。

## 概要
畑は1935年（昭和10年）福岡県福岡市で生まれ、東京大学理学部で動物学を学んだ後、株式会社学研に入社して教育用の科学映画の作成に関わる。その後、動物関連のエッセーなどで作家としてデビュー。あだ名であるムツゴロウを冠したシリーズや小説を著した。
1971年に動物との共棲を目指して北海道に移住。後にこれが「ムツゴロウの動物王国」へと発展する。動物に造詣の深いキャラクターとしてテレビの動物番組に登場した。麻雀など、他の趣味に関わってのテレビ出演もある。テレビ番組の規制が厳しくなった現状を例に挙げて「海外の国でハトや子羊を殺して食べている。そうした動物をつぶすシーンを報じるか？。でもそれは社会の営みの一部。成り立ちそのもの、すなわち多様性をどう受け止め、感じるかという問題。一部の問題だけをクローズアップしていると、全体を見誤ることになる。僕は行き過ぎた規制や、そうした動きを民主主義の風化と言っているが、政治に留まらず社会全体がそうした風潮になってきているように思う」と答えている。

## 経歴

### 生い立ち
1935年〈昭和10年〉に福岡県福岡市生まれ、医師の父が満州国に赴任したため、幼年時代を満蒙開拓団の村で育つ。狼と犬の雑種を飼ったり、水門でナマズを捕まえるなどの動物に絡んだエピソードはこの頃からある。
太平洋戦争のさなかに、兄の受験に同行して帰国。中学、高校時代を父親の郷里である大分県日田市で過ごす。

### 東大時代
大分県日田市にある大分県立日田高等学校から東京大学理科二類に現役で合格。教養学部前期課程時代は駒場寮に住み、数匹の犬を飼っており、その犬が寮生らにより勝手に学園祭で食用として食われてしまったと告白したが、一方でその後そのような事実の存在を否定している。駒場寮廃寮問題が持ち上がったとき、「あんな汚い物は、いち早く潰してしまうべき」と率先して廃寮に賛成した。
当時の理科II類は現在の理科III類の内容を含んでいたため、父からは医学部医学科への進学を望まれていたが、理学部動物学科に進学するか文学部哲学科に傍系進学するか悩み、結局父に無断で理学部動物学科を選択し、動物学を専攻。学部卒業後に大学院理学系研究科修士課程に進学してアメーバの生理学的研究に携わる。
この頃、日本における動物行動学の草分けである日高敏隆や、素嚢乳の研究で東大の研究室に出入りしていた常陸宮正仁親王とも親交を持つ。しかし、研究の途上で文学の世界で生きるか、研究者の世界で生きるか悩み、自殺寸前まで精神的に追い詰められ、突如研究室から姿を消した。尚、本人は書類上修了になっているか未修了になっているのかを確認していない。

### 学研に就職
1961年（昭和36年）、学習研究社（現・学研ホールディングス）の映像部門に就職し、理科関係を中心に学習映画などの作成に携わる。しかし、社の成長による巨大企業化とそれによる社風の変質を嫌い、社長に直訴状を送って退職。学研時代の綽名は専ら「センセイ」であった。
その後は、文筆業に専念することになる。文壇では北杜夫に傾倒し、彼の作品を筆写して文体を修行した。のちに無人島に移住した際には、事前にわざわざ北杜夫に手紙を出して報告した。
「ムツゴロウ」という綽名は、学研時代、徹夜で仕事をしている姿が魚のムツゴロウに似ていたことから命名されたと言われていたが、実際はムツゴロウシリーズを出版する際出版社が名付けたと自著で告白。

### 作家デビュー
1967年（昭和42年）、『われら動物みな兄弟』を刊行して翌年、日本エッセイスト・クラブ賞を受賞。しかし、学習研究社が「出版会社」であることから、他社から発刊したことが社内で問題とされ、退職することになる。
1969年（昭和44年）、金の星社から子供向けSF『ゼロの怪物ヌル』、『天然記念物の動物たち』などを刊行。1970年、『ムツゴロウの博物志』を刊行。以後、いわゆるノンフィクション作家となる。

### ムツゴロウ王国
中学校時代に出会った同級生の女性と結婚し、娘をもうける。娘を生物に深く触れさせて育てたところ、魚の命を奪って食べることを拒絶するようになったことに衝撃を受け、もっと深く生の自然に触れさせて、表面的な生き物好きの精神の虚弱さを払拭させて育てることを決意した。畑自身ヴィーガニズムはキッパリと否定していた。
1971年、東京を離れ、北海道厚岸郡浜中町の嶮暮帰島に移住。さらに対岸の本土地区に移り、1972年に「ムツゴロウ動物王国」を開園。1979年には標津郡中標津町にも広大な牧場やログハウスの自宅を有したムツ牧場を開園。ここで多くの動物を飼育しながら文筆生活を送るうちにヒグマとの生活を描いたエッセイや、天然記念物に指定された動物の保全の現状を追跡したルポなどで文壇での成功をおさめる。
その後、彼のエッセイに共鳴して、この共同生活に加わる若者が増えた。この共同体の姿が、1980年12月からテレビ番組「ムツゴロウとゆかいな仲間たち」としてシリーズ放映されて、80年代には大きなブームとなって子供達の人気番組となり、ムツゴロウの名前は全国規模で周知されるようになった。
この間にも自然保護運動に奔走していた。増田俊也の『七帝柔道記』には、畑が1987年の知床原生林伐採問題時に急先鋒に立って反対運動に参加していた場面が実名で出てくる。
1年のうち、ムツゴロウ王国に滞在する期間はあまり長くなく、それ以外は各地で講演などをしている。

### 東京ムツゴロウ動物王国
「ムツゴロウ動物王国」は原則非公開だったため、北海道で培ったノウハウを生かし、「都会の人々に動物にふれあってもらう」というコンセプトで、2004年7月28日、東京都あきる野市の東京サマーランド内の約9万m2の敷地に観光施設としての「東京ムツゴロウ動物王国」を開園。北海道には一部のスタッフや動物が残留するのみとなった。
東京ムツゴロウ動物王国は集客が伸びず、2006年10月14日、「ムツゴロウ動物王国」の運営会社だったグローカル21が破綻し、負債総額8億円に上ることが明らかとなった。その後運営主体を畑正憲のプロダクション「ムツプロ」に暫定的に移すも、2007年10月17日、東京都あきる野市の「東京ムツゴロウ動物王国」が2007年11月25日で閉園、活動発祥の地である北海道へ戻ることが発表された。
東京ムツゴロウ動物王国の運営資金を個人保証で借り入れていた関係から、個人としても約3億円の借金を背負ったが、執筆・講演活動などの収入で約8年間かけて借金を完済した。

### 晩年
2017年10月に心筋梗塞を発症し入院、手術を経て入退院を繰り返した後、自宅療養を続けてきた。その一方でYouTubeなどで北海道での生活を発信してきた。
死の一週間前から容態が急変、2023年4月5日に中標津町の自宅で心筋梗塞を発症し倒れ、午後5時53分に搬送先の病院で死去した。87歳没。

## 人物

### 家族
前述の通り妻との間に一人娘（津山明日美）が生まれている。また孫の中には女優・バレエダンサーの津山舞花がいる。

### 麻雀
日本プロ麻雀連盟に於ける段位は九段。麻雀の腕は相当のもので、2012年現在も存在するタイトル戦「十段戦」は、あるプロ雀士が「連盟の最高位は九段だが、ムツゴロウさんは十段の実力の持ち主」と評したことにちなんで創設された。畑自身は「入団テストを実施するよう提案したとき、自分もそれを受けて九段の人間に圧勝し、九段と認定された。翌年に九段の人間の誰が一番強いのか決めようということで十段を作った」と語っている。ちなみにこの大会には自ら出場し3回優勝している。
徹夜を厭わない性格から、徹夜麻雀が非常に得意であり、ムツゴロウ王国では誰かがぶっ倒れるまで麻雀を打つことがしばしばあった。これをコンセプトとして、不眠不休で半荘50回を打ち続ける「雀魔王戦」というタイトル戦が日刊ゲンダイの主催で行われていたこともある。この大会にも自ら出場し第1回・第2回と連覇している。後に本人が語ったところでは「39歳の時に胃がんになって胃を全摘出し、いつ再発するかもしれないという不安に悩まされていた際に、僕を救ってくれたのが麻雀だった」とのことで、当時は「10日間不眠不休で麻雀を打ち続けた」こともあるという。
タイトル戦「最高位戦」は、畑の提唱により創設された。昭和麻雀十傑の一人にも選ばれた。このような雀豪ぶりから雀聖・阿佐田哲也は『ぎゃんぶる百華』にて雀鬼ベストテンにランクインさせ、「北海の雄」と称した。麻雀漫画家片山まさゆきの作品には、北海道で動物たちと暮らしている「ウツゴロウ」という名の雀師が登場する。また、アーケードゲーム『麻雀格闘倶楽部5』から麻雀格闘倶楽部GRAND MASTERまでは、プロ雀士の1人としてゲームに参加していた。最高位戦八百長疑惑事件では卓を囲んだ1人であった。
このように有名人かつ強豪雀士でありながら、いわゆるテレビマッチ（テレビの麻雀対局番組）への出演は長年避けてきた畑だったが、2009年には『第4回麻雀格闘倶楽部』（MONDO21）のエキシビションマッチに出場し、約30年ぶりにテレビマッチ出演を果たした（対局相手は小島武夫・灘麻太郎・荒正義）。同年の日本プロ麻雀連盟主催 第一回麻雀トライアスロン・雀豪決定戦でも決勝卓に残り、一部の局でTV放映された（対局相手は小島武夫・先崎学・滝沢和典）。また小島武夫のDVD『ミスター麻雀 小島武夫五番勝負』（2008年）にも対局相手の一人として登場している。
役満をよく和了するらしく、デイリースポーツに連載されている「マージャン灘麻太郎の定石打法」によると「私と一緒に打っている時だけでも十回以上アガっている」という。また、地和で国士無双を和了したことがあるという（3139回分）。

### 麻雀以外の趣味
囲碁はアマチュア五段の腕前。50歳頃から絵も描き始め、年に1回のペースで個展を開催している。競馬も好きだが、それを話すと世間のムツゴロウのイメージとのギャップに驚かれるらしい。
元西鉄ライオンズ投手の畑隆幸は父方の従弟である。西鉄が東京に遠征に来た時には、彼は球場によく足を運んでいた。
また珍しい食べ物が大好きなことでも知られる。『ムツゴロウとゆかいな仲間たち』内で、土筆の胞子を集めそれで和菓子を作るシーンが公開された事がある。著書『われら動物みな兄弟』では、実験で死なせた動物を死体処理と供養のために食べた事が『新しい食品の開発』のきっかけだと述べ、原生動物に始まり海綿動物、腔腸動物、扁形動物など様々な動物の味を記しているが、アメーバについては『ゴマンと食べるも、量感なし』としている。テレビ番組ではアメリカに生息する巨大ナメクジをまるごと食べたこともある。
学生時代に覚えてから60年来のヘビースモーカーで、作家になった30代からたばこが手放せなくなり、晩年も1日20本吸うことを止めなかった。海外ロケで厳しい環境や様々な大自然の中でも吸うことがあったほか、2017年に緊急入院したときも病室の窓から上半身だけ外側に乗り出してたばこを吸っていたら看護師に叱られたという逸話もある。喫煙できる場所が減り、喫煙者へのバッシングが増えている風潮については、「たばこに限らず自分たちの正義を振りかざして物を言う、そういう考え方をする人が多くなっており、民主主義の風化・害毒だと思う。個人個人の価値観を認めない、他人に対して不寛容な社会は民主主義ではない」と、憂いの言を残している。
55歳よりゴルフを始め、週刊ゴルフダイジェスト誌に連載を持つまでに至った。

## 大麻栽培の噂とウィキペディアに対する批判
ウィキペディア日本語版の本項目において、「大麻の栽培許可証を持ち、『ムツゴールド』なる品種を育ててアムステルダムの大麻品評会で準優勝した」という虚偽の内容を書き加えられたことがある。この嘘を真に受けた者がインタビューで畑に直接尋ねたため、本人の知るところとなった。この一件について、畑は著書で以下のように強い不快感を表明した。
また畑は、ウィキペディアで予習してきたらしいそのインタビュアーの質問内容が誤解に基づくものばかりで「すべて的が微妙に外れていた」とも述べ、ウィキペディアを批判している。畑はウェブや電子メールのような情報伝達手段の発達により悪意の虚偽情報が拡散されやすくなったことを問題視した。
大麻栽培の噂がウィキペディア日本語版に書き込まれたのは2006年1月5日（編集の差分を参照）であるが、それより前の2000年頃には同様の噂が世間に広まっており、月刊サイゾーの2001年2月号（2001年1月18日発売）が畑の大麻栽培に関する噂を取り上げて検証を行っている。この検証記事では、大麻取り扱いの認可を畑正憲に与えたかどうかを北海道庁へ問い合わせ、そもそも畑から申請すら出ていないとの回答を道庁から得た。また噂に出てくる「アムステルダムの大麻展」をカンナビス・カップのことと推定してカンナビス・カップのウェブサイトを調べ、ウェブサイトに畑の名前が一切出ていないことも確認した。月刊サイゾーの記事はさらに畑本人にもインタビューを行った。畑は噂の存在自体は2000年の夏頃に別の取材者から聞いて知っていたが、噂の内容については事実無根だと否定した。
このように畑自身が繰り返して否定してきたにもかかわらず、大麻栽培に関する風聞は、畑が死去した2023年4月の時点でも広まっていた。例えば西村博之は、2023年4月7日に報道番組『ABEMA Prime』でこの噂が事実であるかのように発言し、ネット上で批判を受けた。
上記で引用した『月刊サイゾー』2001年2月号の記事に「アンチ・ドラッグ主義」とあるが、畑はそれ以前から大麻を強く警戒していた。1980年代に畑が発表した著作には、大麻常用者だった海外の知人が言動に異常をきたした話が複数回出てくる（『ムツゴロウの大交遊日記』収録の「年末やけくそ狂騒曲」、『ムツゴロウの世界博物志 part 1』収録の「ガンジャ」）。

## 著作

### エッセイ
- われら動物みな兄弟 愛と生命の科学 共同企画出版部, 1967 のち角川文庫
- 海中公園 館石昭写真　畑正憲文、朝日新聞社　1969年
- 日本の海洋動物 海深90メートルまで 益田一写真 ; 畑正憲文 学習研究社 1969年
- 続・日本の海洋動物　南海の生態　益田一写真　畑正憲文 学習研究社 1970年
- 生きる アメーバから人まで 筑摩書房 ちくま少年図書館 1970 のち文庫
- ムツゴロウの博物志 正・続・続々 毎日新聞社, 1970 のち文春文庫
- もの言わぬスターたち 記録映画と動物と 経済往来社, 1970 のち中公文庫
- ムツゴロウの青春記 文藝春秋、1971 のち文庫
- どんべえ物語 1-2 朝日新聞社、1972 のち角川文庫
- ムツゴロウの無人島記 正続 毎日新聞社、1972 のち文春文庫
- ムツゴロウの絵本1-4 毎日新聞社 1972-75 のち文春文庫
- ムツゴロウの結婚記 文藝春秋、1972 のち文庫
- ムツゴロウの大勝負 同、1972 のち文庫
- 海 文・構成：畑正憲  写真：益田海洋グループ　筑摩書房（ちくま少年図書館 . 別巻2） 1972
- ムツゴロウの獣医修業 毎日新聞社、1973 のち文春文庫
- ムツゴロウの大漁旗 文藝春秋、1973 のち文庫
- ムツゴロウの動物巷談 同、1973 のち文庫
- ムツゴロウの動物王国 正続 毎日新聞社、1973 のち文春文庫
- ムツゴロウのため息 毎日新聞社、1974 のち文春文庫
- ムツゴロウの愛馬行進曲 毎日新聞社、1975 のち文春文庫
- ムツゴロウの雑居家族 毎日新聞社、1975 のち文春文庫
- 学校さよならよ 文藝春秋、1975
- 無頼の船 ムツゴロウの海洋活劇 徳間書店, 1975 のち角川文庫
- ムツゴロウのゆうびん箱 いんなあとりっぷ社, 1975 のち角川文庫
- ムツゴロウの雑食日記 読売新聞社、1976 のち文春文庫
- ムツゴロウの玉手箱 角川書店、1976 のち文庫
- ムツゴロウの事件簿 毎日新聞社、1976
- ムツゴロウの大対談 毎日新聞社, 1976
- ムツゴロウの間奏曲 毎日新聞社, 1976
- ムツゴロウの純情詩集 中央公論社、1976 のち文庫
- ムツゴロウの大悦声 徳間書店、1976 のち文庫
- ムツゴロウの千変万化 毎日新聞社、1977
- ムツゴロウの麻雀記 徳間書店、1977 のち文庫
- 畑正憲作品集 1-18 文藝春秋, 1977-79
- 根釧原野 朝日新聞社, 1978 「ムツゴロウの根釧原野」文春文庫
- さよならどんべえ 毎日新聞社、1978 のち角川文庫
- ムツゴロウの素顔 読売新聞社、1978
- ムツゴロウの本音 同
- ムツゴロウの少年期 文藝春秋、1979 のち文庫
- ムツゴロウの放浪記 同 のち文庫
- ムツゴロウの野性教育 広済堂出版 1979 のち文庫
- ムツゴロウ動物記ヒグマ再び 毎日新聞社、1979
- 『ムツゴロウの人間教育』広済堂出版、1980年3月。NDLJP:12099942。 のち文庫
- 象使いの弟子 ムツゴロウ世界漫遊記之内 中央公論社、1980 のち文庫
- 『ムツゴロウの自然教育』広済堂出版、1980年9月10日。NDLJP:12104403。
  - 『ムツゴロウの自然教育』広済堂出版〈広済堂文庫〉、1987年2月10日。NDLJP:12037363。
- ムツゴロウのアルバム 1-6 サンケイ出版, 1980-83
- オーストラリ愛 ムツゴロウの世界漫遊記之内 広済堂出版 1981 「ムツゴロウのオーストラリアふしぎ旅」文春文庫
- ムツゴロウの人間飛行 PHP研究所, 1982
- ムツゴロウの大交遊日記 広済堂出版, 1982
- ムツゴロウのにっぽん大旅行 日本交通公社出版事業局 1982
- ムツゴロウの娘よ 1-2 読売新聞社、1982 のち文春文庫
- わが王国の住人たち 光文社、1982
- ムツゴロウのブッシュマンを訪ねて 広済堂出版, 1983
- ムツゴロウのさわやか日記 同
- ムツゴロウの人間旅行 PHP研究所, 1983
- 動物王国ラプソディ 角川書店、1984 のち文庫
- ムツゴロウの人間紀行 PHP研究所, 1984
- ムツゴロウ麻雀物語 角川書店, 1984
- ムツゴロウの人生航海術 広済堂出版, 1984 のち文庫
- ムツゴロウの碁好き六好き 広済堂出版, 1985
- ムツゴロウの人生読本 同
- ムツゴロウの世界博物志 1-2 読売新聞社、1985 のち文春文庫
- ムツゴロウの人間歩行 PHP研究所, 1985
- ムツゴロウの猫読本 文藝春秋、1986 のち文庫
- ムツゴロウの自然を食べる 読売新聞社、1986 のち文春文庫
- 子猫物語 講談社, 1986
- ムツゴロウの馬読本 文藝春秋、1988
- 動物王国ノクターン 文春文庫、1988
- ムツゴロウとゆかいな仲間たち 畑正憲珠玉の写真集 1-10 朝日出版社 1988-89
- ムツゴロウの図書館  1-7 朝日出版社、1990-91
- ムツゴロウ動物王国の四季 日本経済新聞社, 1993
- 森からの警告 畑正憲vs.C・W・ニコル対談集 ソニー・マガジンズ 1994
- ムツゴロウの馬を訪ねて地球一周 最愛の友、馬を訪ねて、ムツゴロウ先生、世界を駆ける 1-3 日本中央競馬会弘済会、1995-97
- クルタ ムツゴロウの写真絵本 キャロリン・ジョーンズ写真 フジテレビ出版、1995
- 夢大陸の子犬クルタ 小学館, 1995
- ムツゴロウとゆかいな仲間たちシリーズ
  1. 真説動物王国物語 フジテレビ出版, 1995
  2. ムツゴロウの犬めぐり フジテレビ出版, 1995
  3. ムツさんジェルミ魔の島漂流記 ジェルミ・エンジェル フジテレビ出版, 1996
  4. 動物王国オフィシャルハンドブック フジテレビ出版, 1997
- 自然界の建築家たち 1・2 ミサワホーム総合研究所 1996
- 「家族の幸せ」ちょっとした法則―人生って素晴らしい!ことがわかる47の妙薬 講談社、1995（編）
- ムツゴロウのどこ吹く風 潮出版社、1998
- ムツゴロウの人生上達の術 マガジンハウス、1998
- ムツゴロウの動物交際術 文藝春秋、1999 のち文庫
- 命に恋して―さよなら「ムツゴロウとゆかいな仲間たち」フジテレビ出版、2001
- ムツゴロウとゆかいな動物たち 畑正憲画集 朝日出版社 2004
- 人という動物と分かりあう ソフトバンク新書、2006
- 犬はどこから…そしてここへ 学習研究社、2007
- ムツゴロウの東京物語 柏艪舎、2008
- ムツゴロウのニッポン物語 柏艪舎、2009
- ムツゴロウの地球を食べる 文春文庫、2011
- ムツゴロウ先生の犬と猫の気持ちがわかる本 ベストセラーズ、2012
- 生きるよドンどん ムツゴロウさんが遺したメッセージ 毎日新聞出版、2023
- ムツゴロウさんの最後のどうぶつ回顧録 集英社、2023

### 小説
- 海からきたチフス（ISBN 4797491957、『ゼロの怪物ヌル』改題）金の星社, 1969 ジュブナイルSF小説 現在、新風舎文庫
- 青い闇の記録 毎日新聞社、1973
- ムツ・ゴーロの怪事件 サンケイ新聞社、1973 のち角川文庫
- 深海艇F7号の冒険 角川文庫、1977
- 純潔夫婦 光文社カッパ・ノベルス 1979
- ムツゴロウの馬 ショートショート 文藝春秋、1985 のち文庫
- ムツゴロウの名人ブルース ユーモア麻雀小説 ムツゴロウ著 畑正憲訳 実業之日本社 1986
- チャトランの冒険 小学館, 1986
- 恐竜物語〜奇跡のラフティ（上・中・下）角川文庫、1987
- ぼくのそり犬ブエノ 学習研究社, 1999

### 天然記念物の動物たち
- （天然記念物に指定された動物の置かれた現状を鋭く描写したルポルタージュシリーズ）
  - 天然記念物の動物たち 月刊ペン社, 1969 のち角川文庫
  - 梟の森 角川書店、1978 のち文庫
  - 馬の岬 角川書店、1979 のち文庫
  - 北の鷲 角川書店、1980 のち文庫
  - 北限の猿 角川書店、1981 のち文庫
  - オロロンの島 角川書店、1982 のち文庫
  - 雷鳥の山 角川書店、1984 のち文庫
  - オオサンショウウオの川 角川書店、1986 のち文庫
  - 人魚の国 角川書店、1986 のち文庫
  - 海亀の浜 角川文庫、1993
- ムツゴロウ世界動物紀行（角川書店刊）1993
  - 南米・モーリシャス篇（以下SB文庫、ソフトバンク、2006）
  - アフリカ篇
  - ニュージーランド・中国篇
  - アラスカ篇
  - シルクロード篇
  - インド・トルコ篇

### 麻雀
- 畑正憲の精密麻雀 : 二倍勝つためのテクニック 実業之日本社, 1979 のち『ムツゴロウ畑正憲の精密麻雀』に改題 マイナビ出版、2016

### 翻訳
- ドクター・ヘリオットの愛犬物語 ジェイムズ・ヘリオット ジェルミ・エンジェル共訳 集英社、1988 のち文庫
- 輝ける日々 ダニエル・スティール 朝日出版社、2003
- びっくりどうぶつフレンドシップ ジェニファー・S・ホランド 飛鳥新社、2013

### カセットブック
- ムツゴロウの動物トーク イヌづきあい
- ムツゴロウの動物トーク ネコづきあい

### 漫画原作
- ムツゴロウの箱舟 （作画：山本まさはる、矢代まさこ 秋田書店「週刊少年チャンピオン」）
- ムツゴロウが征く（作画：川崎のぼる、小学館「月刊コロコロコミック」1980年4月 - 1985年2月連載）。全8巻（てんとう虫コミックス）

### 論文
- 国立情報学研究所収録論文 国立情報学研究所

### 受賞
- 動物学教育賞（公益社団法人　日本動物学会：2011年）

## 出演番組
- クイズダービー（TBS系）
1976年1月3日放送回（第1回）の1枠解答者。
2016年12月3日、CS放送のTBSチャンネルにて、司会の大橋巨泉追悼企画で放送。
- ムツゴロウとゆかいな仲間たち（フジテレビ系）
1980年より21年間に渡り、年数回のスペシャル番組として放送された。放送枠は「火曜ワイドスペシャル」や「火・曜・特・番!」・「金曜エンタテイメント」などのゴールデンタイム、チャンネルα、土曜と日曜の昼の再放送枠など変動が多い。動物王国で暮らす動物や住人達の生活をありのままに綴ったドキュメンタリーや、畑氏が世界を巡り風土に根ざして暮らす犬・猫など家畜や貴重な野生動物などのリポートを放送。
数々の猛獣と体で当たっていく姿は有名で、番組の収録中、ライオンと柵越しに接していたときに指を噛まれて右手中指第一関節を失った切断事故[23]も放映された。
- とんねるずのみなさんのおかげです（フジテレビ系）
「ムツゴロウとゆかいな仲間たち」のパロディ「ノリゴロウとゆかいな仲間たち」で、木梨憲武が扮するノリゴロウさんと共演した。
- 力あわせてゴーゴゴー!!（フジテレビ系）
ゲスト出演した際に、暴走するボブ・サップを、猛獣を扱うようになだめたことがある。また別の放送回では、堀内健（ネプチューン）に「よぉーしぃよぉーしぃ」と撫でられた際に、「それは俺がやるんだよ!俺の盗るなよ!」とツッコんだ。
- めちゃ×2イケてるッ!（フジテレビ系）
岡村隆史のオファーシリーズにてムツゴロウと競馬対決を行った。
- やりすぎコージー（テレビ東京）
「どうぶつ都市伝説」に出演。
- スター☆ドラフト会議（日本テレビ系）
2011年7月19日放送回で、自身と同じ動物作家のパンク町田をポスト“ムツゴロウ”に指名[24]。
- ムツゴロウのゆかいな動物図鑑（BSフジ）
- 直撃!シンソウ坂上（フジテレビ系）
2018年10月11日放送回「ムツゴロウさん83歳」
同じく坂上忍が司会をする同局番組『坂上どうぶつ王国』でも、坂上が初回で前者と連動して畑にインタビューをしている（坂上が計画している「動物王国」についての助言を求められた）。

## パチンコ台
2007年1月に三洋物産からパチンコ台「CRムツゴロウの動物王国」がリリースされ、全国のパチンコ店に設置されている。なお三洋物産初のタイアップ機である。パチンコ台発表記者会見では、乳牛とともに登場し、乳首から直接牛乳を飲むパフォーマンスを行った。

## CM
- 松下電器産業（現:パナソニック） ナショナル カラーテレビ（1982年）
- 日清食品 チキンラーメン（単独、菅野美穂との共演ほか）[26][27]
- ピップフジモト ピップエレキバン（1983年）
- 三栄 雀友楽点棒（全自動麻雀卓）（1992年）
- 任天堂「スターツインズ」（1999年）
- トヨタ自動車「ミニバンキャンペーン」（2006年？）
- BSフジステーションコール(2012年6月11日-18日)
- アイリスオーヤマ
- Happy Elements「メルクストーリア-癒術士と鈴のしらべ-」（2014年）
- 王子ネピア「ムツゴロウさん利きうんちに挑戦！」（2015年）
- 日清食品 カップヌードル（2016年3月30日 - ）
- オープンハウス-大工役(織田裕二と共演)（2016年1月13日 - ）
- 花王ピュオーラ・マツコ・デラックスさんの旦那役（2018年）

## 映画

### 監督・脚本
- 子猫物語（1986年、東宝・フジテレビ）
- クルタ 夢大陸の子犬（1995年、日本ヘラルド映画）

### 出演
- 遙かなる山の呼び声（1980年、松竹）
- 南へ走れ、海の道を!（1986年、松竹）
- ラブ★コン（2006年、松竹）

### 原作
- ムツゴロウの結婚記（1974年、松竹）
- REX 恐竜物語（1993年、松竹）

### 字幕監修
- ウォーターシップダウンのうさぎたち（1979年/日本ヘラルド映画）

## 作詞
- いつもしあわせ（はたあすみ）
- 日だまりの丘（はたあすみ）
- マイ・フレンド（はたあすみ）
- 六ぴき八ぴき（はたあすみ）
- 十五匹の友だち（はたあすみ）
- 素顔のあなたが好き（ロブバード）
- こんにちはさようなら（浜月あきら）
- 北恋歌（田口清）
- DON DON （とんねるず）
- 黄砂（オユンナ）
- 太陽の子（MIKAN CHANG）
- いつまでも知床
- 海～MY LOVE～
- 緑の子馬が生まれたら